# فرودگاه لا رومن
فرودگاه لا رومن  (به فرانسوی: Aériport de La Romaine) یک فرودگاه همگانی است که یک باند فرود آسفالت دارد و طول باند آن ۱۲۰۰ متر است. این فرودگاه در کشور کانادا قرار دارد و در ارتفاع ۲۷ متری از سطح دریا واقع شده است.

## شرکت‌های هواپیمایی و مقصدهای پروازی
| شرکت‌های هواپیمایی | مقصدهای پروازی                                                                      |
| ----------------- | ----------------------------------------------------------------------------------- |
| ایر لابرادور      | لوردز د بلانک سابلون، چوری، کگاسکا، لا تاباتیر، نتشکوئن، سنت اوگوستین، تته-آ-لا-بلن |
| Air Liaison       | بای-کوماو، مون-ژولی، نتشکوئن، ژان لوساژ شهر کبک، سنت اوگوستین، سپت‌ائیلس             |